# Margareta Ljunggren
Margareta Ljunggren även känd som syster Margareta Teresa, född 17 juli 1926 i Stockholm, död 30 september 2008, var en svensk kemist, målare, grafiker och nunna.
Ljunggren utbildade sig till kemist och jobbade med att fram botemedel mot sjukdomar som njursten och gallsten och på Barnängen där hon tog fram bland annat tandkräm. Hon studerade konst vid Académie Libre och för Evert Lundquist vid Konsthögskolan i Stockholm samt under några år i Frankrike. Separat ställde hon bland annat ut på Färg och Form i Stockholm. Hon beslöt sig för att sluta måla och välja kallet som benediktinnunna men efter några år började hon måla igen och inredde en ateljé i sin lilla cell. Hennes konst består av förstorade ansikten, fantasifigurer, romantiska landskap, porträtt, naturtavlor och stilleben i olja eller grafik. Ljunggren är representerad vid Moderna museet, Gustav VI Adolfs samling och Eskilstuna konstmuseum. En minnesutställning med delar av hennes konst visades på Mariavalls kloster 2016.